# L'Est républicain
L'Est Républicain är en fransk nyhetstidning grundad 1889 som ges ut i departementen Meuse, Meurthe-et-Moselle, Vosges, Haute-Saône, Territoire-de-Belfort och Doubs.